# Gallegos de Hornija
Gallegos de Hornija – gmina w Hiszpanii, w prowincji Valladolid, w Kastylii i León, o powierzchni 11,21 km². W 2011 roku gmina liczyła 147 mieszkańców.